# Alstonita
La alstonita és un mineral de la classe dels carbonats. Rep el seu nom de la localitat d'Alston (Anglaterra).

## Característiques
La alstonita és un carbonat de fórmula química BaCa(CO₃)₂. Cristal·litza en el sistema triclínic. És un mineral polimorf amb la baritocalcita i la paralstonita. La seva duresa a l'escala de Mohs es troba entre 4 i 4,5.
Segons la classificació de Nickel-Strunz, l'alstonita pertany a «05.AB: Carbonats sense anions addicionals, sense H₂O, alcalinoterris (i altres M2+)» juntament amb els següents minerals: calcita, gaspeïta, magnesita, otavita, rodocrosita, siderita, smithsonita, esferocobaltita, ankerita, dolomita, kutnohorita, minrecordita, aragonita, cerussita, estroncianita, witherita, vaterita, huntita, norsethita, olekminskita, paralstonita, baritocalcita, carbocernaita, benstonita i juangodoyita.

## Formació i jaciments
És un mineral que es troba normalment en dipòsits hidrotermals de baixa temperatura de plom i zinc; rarament en carbonatites. Va ser descrita a partir dels exemplars de dues localitats angleses: la mina Brownley Hill, a Nenthead, Alston Moor (Cumbria), i la mina Fallowfield, a Acomb, Hexham (Northumberland). Sol trobar-se associada a altres minerals com: ankerita, barita, benstonita, calcita, galena, pirita, quars, siderita i esfalerita.